# Kippinge Sogn
Kippinge Sogn var et sogn i Falster Provsti (Lolland-Falsters Stift). Sognet indgik 1. januar 2020 i Nordvestfalster Sogn.
I 1800-tallet var Brarup Sogn anneks til Kippinge Sogn. De dannede sognekommunen Kippinge-Brarup. Senere kom Stadager Sogn med. Alle 3 sogne hørte til Falsters Nørre Herred i Maribo Amt. Kippinge-Brarup-Stadager sognekommune blev ved kommunalreformen i 1970 indlemmet i Nørre Alslev Kommune, der ved strukturreformen i 2007 indgik i Guldborgsund Kommune.
I Kippinge Sogn ligger Kippinge Kirke.
I sognet findes følgende autoriserede stednavne:
- Grøftestykkerne (bebyggelse)
- Vester Kippinge (bebyggelse, ejerlav)
- Vålse Vig (bebyggelse, vandareal)
- Øster Kippinge (bebyggelse, ejerlav)